# (1880) McCrosky
(1880) McCrosky es un asteroide que forma parte del cinturón de asteroides y fue descubierto por Karl Wilhelm Reinmuth desde el observatorio de Heidelberg-Königstuhl, Alemania, el 13 de enero de 1940.

## Designación y nombre
McCrosky se designó al principio como 1940 AN.
Más tarde fue nombrado en honor del astrónomo estadounidense Richard E. McCrosky (1924-2012).

## Características orbitales
McCrosky está situado a una distancia media de 2,675 ua del Sol, pudiendo acercarse hasta 2,473 ua y alejarse hasta 2,877 ua. Su excentricidad es 0,07562 y la inclinación orbital 4,852°. Emplea 1598 días en completar una órbita alrededor del Sol.